# Cool'n'Quiet
Cool'n'Quiet（クールンクワイエット）とは、AMD K8系以降のCPUに実装されている省電力技術である。

## 概要
Cool'n'Quietという名称は"Cool and Quiet"の略で、さらにCnQと略されることもある。
Cool'n'Quietの機能は、CPUの負荷に応じてプロセッサの電圧と周波数を低下させることで、消費電力と発生する熱を抑えることである。また、これにより冷却ファンの能力を下げることができ、騒音の低下も期待できる。
この技術はインテルのSpeedStepやAMD自身のPowerNow!と類似しているが、それらはバッテリー使用時での動作時間を向上する目的で開発されたものである。
Computerworld.jpの行ったテストでは、Cool'n'Quietを利用しない場合と比べてベンチマークに要した時間が若干増加した。しかし、テストを通じての積算電力量は減少し、「消費電力抑制に多大な効果を挙げている」と解説している。

## 駆動周波数と駆動電圧
Cool'n'Quietが機能しているときの周波数と電圧は、CPUに設定されているP-Stateによって決定される。
Athlon 64の場合、最小時800MHz/1.3V（SH-C0リビジョン）または1GHz/1.1V（SH-CGリビジョン以降）、中間は最大値から1.8GHzまで、200MHz/0.1V刻み（DH-CGリビジョンまで）または200MHz/0.05V刻み（DH-D0リビジョン以降）で変化する。

マザーボードによってはHyperTransport設定を変える事で最低倍率を下げられる。×4なら4倍、×5なら5倍。殆どのノートパソコンはHT×4で動いており800MHzが下限である。
Athlon 64 FX（Socket939モデルのみ）の場合、最小時1.2GHz/1.1Vのみで、中間の設定はない。

## サポートしているプロセッサ
- Athlon 64(K8版 Athlon), Athlon 64 X2(Athlon X2)
- Athlon 64 FX
- Sempron: Socket 754・Socket 939 3000+以上、Socket AM2 3200+以上
- Phenom: Cool'n'Quiet 2.0
- Phenom II: Cool'n'Quiet 3.0
- AMD Athlon II
- AMD FX
- AMD APU
- AMD Ryzen
- AMD Opteron
- AMD EPYC